# Папуга-червонохвіст довгодзьобий
Папуга-червонохвіст довгодзьобий (Enicognathus leptorhynchus) — вид папугоподібних птахів родини папугових (Psittacidae). Поширений в Південній Америці.

## Поширення
Ендемік Чилі. Поширений у центральній частині країни між столичним регіоном Сантьяго та регіоном Лос-Лагос. Населяє ліси південного буку (Nothofagus) і чилійської сосни (Araucaria araucana). Він також трапляється на прилеглих напіввідкритих територіях, угіддях і на оброблених ділянках.

## Опис
Птах завдовжки до 41 см. Його оперення зелене, маківкові пір'я такого ж кольору, але кінчики злегка забарвлені чорним. У нього між очима є червона маска. Дзьоб сірий і подовжений. Птах має довгий червонувато-коричневий хвіст. Зрідка у цього виду трапляються повністю жовті особини.

## Спосіб життя
Вони живуть колоніями, які рухаються великими, дуже галасливими групами. Раціон птаха включає насіння трави та чагарників, квіткові бруньки та ягоди. Восени основним компонентом є насіння араукарії.